# Waziristan
Waziristan (Pashtu: وزیرستان, "Wazirernes land") er en bjergrig egn i det nordvestlige Pakistan på grænsen til Afghanistan med et areal på omkring 11.585 km². Det er en del af Pakistans Føderalt Administrerede Stammeområder og som sådant betragtet som værende udenfor landets fire provinser.
Waziristan dækker området vest og sydvest for Peshawar mellem Tochi-floden mod nord og Gomal-floden mod syd. Pakistans Nordvestlige Grænseprovins ligger umiddelbart øst for Waziristan. Området var et uafhængigt stammeområde indtil 1893 udenfor det Britiske Imperium og Afghanistan. Stammernes angreb ind på britisk-styret territorium var et konstant problem for briterne, hvilket førte til gentagne straffeekspeditioner mellem 1860 og 1945. Området blev en del af Pakistan i 1947.
Af administrative grunde er Waziristan delt i to agenturer; Nord Waziristan og Syd Waziristan, med en anslået befolkning ( pr. 1998) på henholdsvis 361.246 og 429.841. De to dele har ret distinkte karakterer, skønt begge stammer er undergrupper af wazir-stammen og taler et fælles waziri-sprog. De har et formidabelt rygte som krigere og er kendt for deres gentagne blodfejder.
Wazir-stammerne er inddelt i understammer styret af landsbyældste, som mødes i en stamme jirga. Socialt og religiøst betragtet er Waziristan et ekstremt konservativt område.Kvinder vogtes omhyggeligt, og hvert hjem må have en mand i spidsen. Sammenholdet indenfor stammen holdes også stærkt ved hjælp af de såkaldte kollektive ansvarslove indenfor grænse-lovovertædelsesregulativet.
Tilstedeværelsen af Taliban i området har været genstand for international bekymring, særligt efter at krigen i Aghanistan blev indledt i 2001.